# 스코티시 테리어

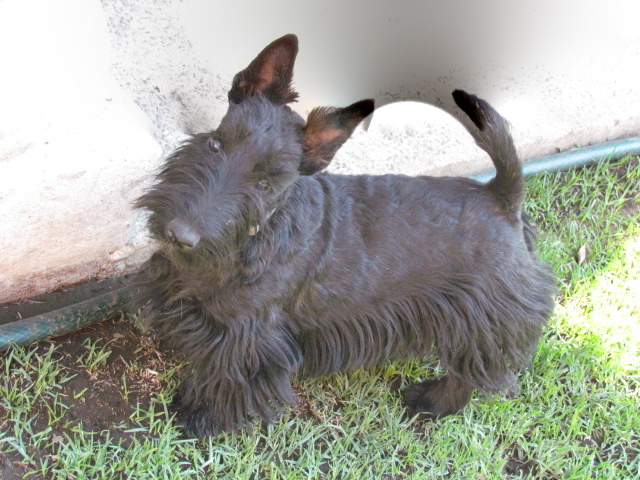

스코티시 테리어(영어: Scottish Terrier)는 스코틀랜드에서 유래한 테리어로, 애칭은 스코티(Scottie)이다.

## 대중 문화
- MBC TV의 일일 드라마 《압구정 백야》에 소개되었던 견공인 왕비가 이 품종으로 되어 있다.